# CARNOT (EU)
Das CARNOT-Programm der Europäischen Union war ein Mehrjahresprogramm für technologische Maßnahmen zur Förderung der sauberen und effizienten Nutzung fester Brennstoffe (1998–2002). 
Durch die Entscheidung des Rates wurde das CARNOT-Programm zur Förderung und Verwendung fester Brennstoffe durch saubere und effiziente Technologien geschaffen. Das Programm war von 1998 bis 2002 aktiv. Dadurch sollen vor allem Stein- und Braunkohle, Torf, Orimulsion, Ölschiefer, Schwere Fraktionen von Erdölerzeugnissen der sauberen Verwertung zugeführt werden. Das CARNOT-Programm ist als spezifisches Ausführungsprogramm ein Teil des grundlegenden, mehrjährigen EG/EU-Forschungsrahmenprogramms.

## Finanzierung
Der finanzielle Bezugsrahmen für die Durchführung des CARNOT-Programms belief sich auf 3 Millionen ECU. Davon waren 1,2 Millionen ECU für den Zeitraum 1998 bis 1999 bestimmt.

## Maßnahmen des Programms
Im Rahmen des Programms wurden zwei Gruppen von Maßnahmen zur Förderung sauberer Technologien für feste Brennstoffe finanziert (Art 3 der Entscheidung):
- Maßnahmen zur Unterstützung der Zusammenarbeit mit dem Ziel, einen effizienteren Austausch kommerzieller und technischer Informationen zwischen der nationalen, der gemeinschaftlichen und der internationalen Ebene zu gewährleisten, indem geeignete Instrumente für den Informationsaustausch, die Beseitigung von Hemmnissen und die Bewertung der Auswirkungen der in diesem Artikel genannten Aktionen entwickelt werden.
- Maßnahmen zur Unterstützung der strategischen industriellen Zusammenarbeit, z. B. „Business“-Workshops und Seminare, Besichtigungen von Industriestandorten, Studien, Bewertungen und Konzertierungsgruppen, mit dem Ziel, die industrielle Nutzung sauberer Technologien für feste Brennstoffe im Energiebereich zu fördern, beispielsweise bei der Kraft-/Wärmekopplung. Zu diesen Maßnahmen gehört auch die Förderung des Exports sauberer Technologien für feste Brennstoffe aus Europa.